# Maida Vale
Pour les articles homonymes, voir Maida (homonymie).
Maida Vale est un quartier du centre de Londres du district de la Cité de Westminster. 

## Origine du nom
Le nom de Maida Vale a été choisi pour commémorer la Bataille de Maida, en Calabre, et les exploits du major-général John Stuart.

## Historique
À la fin du XIXe siècle et au début du XXe, le quartier a accueilli beaucoup d'immigrants de religion juive, d'où la construction en 1896 de la synagogue espagnole et portugaise, édifice classé de grade II.

## Personnalités liées au quartier
Maida Vale est le lieu de naissance de l'acteur Alec Guinness (1914-2000), du mathématicien Alan Turing (1912-1954) et du réalisateur Terence Fisher (1904-1980).